# غايلنكيرشن
غايلنكيرشن (بالألمانية: Geilenkirchen) هي بلدة ألمانية تقع في ألمانيا في هاينسبرغ. يقدر عدد سكانها بـ 28,723 نسمة .

## المدن التوأمة
مدينة بلدية كيمبرلي هي مدينة توأمة لـغايلنكيرشن.